# Критерій Поста
Критерій Поста — одна з центральних теорем математичної логіки, описує необхідні та достатні умови функціональної повноти множини булевих функцій. Був сформульований американським математиком Емілем Постом в 1921. Отже, для того щоб наша система була повною, необхідно і достатньо, щоб вона містила хоча б одну нелінійну функцію, хоча б одну несамодвоїсту, хоча б одну немонотонну, хоча б одну неафінну, хоча б одну функцію, яка не зберігатиме нуль та хоча б одну функцію, що не зберігає одиницю.

## Постановка задачі
Булева n-арна функція, це функція {\displaystyle ~B^{n}\to B}, де {\displaystyle ~B=\{0,1\}} — булева множина.
Кількість n-арних булевих функцій дорівнює {\displaystyle 2^{2^{n}}}, а загалом, існує нескінченна кількість булевих функцій.
Довільна булева функція може бути представлена у вигляді:
- ДНФ (використовується такий набір операцій: кон'юнкція ({\displaystyle \land }), диз'юнкція ({\displaystyle \lor }), заперечення ({\displaystyle \neg }));
- поліному Жегалкіна.

Тому природним є питання: чи є функціонально повною деяка множина функцій?

## Замкнені класи
Ідея теореми Поста в тому, щоб розглядати множину всіх булевих функцій як алгебру відносно операції суперпозиції, її називають алгеброю Поста. Підалгебрами цієї алгебри є всі замкнені класи булевих функцій.
Основними в теоремі Поста є 5 замкнених класів що називаються передповними класами.

## Критерій
Множина булевих функцій є функціонально повною тоді і тільки тоді, коли вона не міститься повністю ні в одному з передповних класів.

## Доведення
Необхідність умови випливає з функціональної замкненості та неповноти классів монотонних, лінійних, самодвоїстих функцій та функції, які зберігають 0 та 1. Для доведення достатності необхідно показати, що за допомогою функцій, які не належать деяким з класів {\displaystyle T_{0}}, {\displaystyle T_{1},M,L,S}, можна побудувати деяку повну систему функцій. Прикладом повної системи є заперечення та кон'юнкція. Дійсно довільна булева функція може бути представлена у вигляді ДДНФ, тобто у вигляді кон'юнкції, диз'юнкції та заперечення. Відповідна система є функціонально повною. Можна виключити з неї диз'юнкцію так що вона буде представлена як суперпозиція {\displaystyle \land } та {\displaystyle \neg }: {\displaystyle x\land y={\overline {({\bar {x}}\land {\bar {y}})}}}.

Спочатку побудуємо константи. Почнемо з константи 1. Нехай {\displaystyle \phi (0)=f_{0}(x,...x)}, де {\displaystyle f_{0}} - функція, що не зберігає нуль. Тоді {\displaystyle \phi (0)=f_{0}(0,...0)\neq 0}, тобто {\displaystyle \phi (0)=1}. Можливі два випадки:
1. {\displaystyle \phi (1)=1}. В цьому випадку формула реалізує 1.
2. {\displaystyle \phi (1)=0}. Тоді формула {\displaystyle \phi } реалізує заперечення. В цьому випадку розглянемо несамодвоїсту функцію {\displaystyle {\hat {f}}}. Маємо:
{\displaystyle \exists \alpha _{1},\dots ,\alpha _{n}:{\hat {f}}(\alpha _{1},\dots ,\alpha _{n})\neq \neg {\hat {f}}(\neg \alpha _{1},\dots ,\neg \alpha _{n})}.
Відповідно,{\displaystyle {\hat {f}}(\alpha _{1},\dots ,\alpha _{n})={\hat {f}}(\neg \alpha _{1},\dots ,\neg \alpha _{n})}. Нехай тепер {\displaystyle \psi (x)={\hat {f}}(x^{\alpha _{1}},\dots ,x^{\alpha _{n}})}. Тоді:
{\displaystyle \psi (0)={\hat {f}}(0^{\alpha _{1}},\dots ,0^{\alpha _{n}})={\hat {f}}(\alpha ^{1},\dots ,\alpha ^{n})={\hat {f}}(1^{\alpha _{1}},\dots ,1^{\alpha _{n}})=\psi (1)}.
Таким чином, {\displaystyle \psi (0)=\psi (1)}, звідки {\displaystyle \psi =1} або {\displaystyle \psi =0}. Якщо {\displaystyle \psi =1}, то ми побудували константу 1. В іншому випадку {\displaystyle \psi } реалізує нуль, а тому {\displaystyle \phi (\psi (x))=1}. 
Константа 0 будується аналогічно, тільки замість {\displaystyle f_{0}} треба брати {\displaystyle f_{1}} - функцію, що не зберігає 1.
За допомогою немонотонної функції підстановкою в неї констант можна побудувати заперечення. Нехай {\displaystyle f_{M}} - немонотонна функція. Тоді існують набори {\displaystyle \alpha } та {\displaystyle \beta }, такі, що {\displaystyle \alpha } переслідує {\displaystyle \beta }, тобто {\displaystyle \alpha \leq \beta }, а {\displaystyle f_{M}(\alpha )=1}, {\displaystyle f_{M}(\beta )=1}. Оскільки {\displaystyle \alpha \leq \beta }, то у {\displaystyle \alpha } є декілька, наприклад, {\displaystyle k} елементів, які рівні 0, в той час як у {\displaystyle \beta } ті ж самі елементи рівні 1. Візьмемо набір {\displaystyle \alpha } та замінимо в ньому перший такий нульовий елемент на 1, отримаємо {\displaystyle \alpha _{1}}: {\displaystyle \alpha \leq \alpha _{1}}, який відрізняється від {\displaystyle \alpha } тільки одним елементом. Повторюючи цю операцію {\displaystyle k} разів, отримаємо послідовність наборів {\displaystyle \alpha \leq \alpha _{1}\leq \dots \leq \alpha _{k-1}\leq \beta }, в якій кожні два сусідніх набори відрізняються один від одного тільки одним елементом. В цьому ланцюжку знайдуться два таких набори {\displaystyle \alpha ^{i},\alpha ^{i+1}}, що {\displaystyle f_{M}(\alpha ^{i})=1} та {\displaystyle f_{M}(\alpha ^{i+1})=1}. Нехай ці набори відрізняються {\displaystyle j}-м (значення змінної {\displaystyle x_{j}}), а решта елементів однакові. Підставимо у {\displaystyle f_{M}} ці значення. Тоді отримаємо функцію {\displaystyle f_{M}(\alpha _{1}^{i},\dots ,\alpha _{j-1}^{i},x_{j},\alpha _{j+1}^{i},\alpha _{n}^{i}=\omega (x_{j})}, яка залежить тільки від {\displaystyle x_{j}}. Тоді {\displaystyle \omega (0)=\omega (\alpha _{j}^{i})=f(\alpha ^{i})=1}, {\displaystyle \omega (1)=\omega (\alpha _{j}^{i+1})=f(\alpha ^{i+1})=0}. Звідси, маємо, що {\displaystyle \omega (x_{j})=\neg x_{j}}.
Побудуємо кон’юнкцію за допомогою підстановки у  нелінійну функцію констант та використання заперечення. Нехай {\displaystyle f_{L}} - нелінійна функція. Тоді в її поліномі Жегалкіна існує нелінійний доданок, який містить кон'юнкцію принаймні двох змінних. Нехай, для визначеності, це {\displaystyle x_{1}} та {\displaystyle x_{2}}. Тоді:
{\displaystyle f_{L}=(x_{1}\land x_{2}\land f_{a}(x_{3},\dots ,x_{n}))\oplus (x_{1}\land f_{b}(x_{3},\dots ,x_{n}))\oplus (x_{2}\land f_{c}(x_{3},\dots ,x_{n}))\oplus f_{d}(x_{3},\dots ,x_{n})},
до того ж {\displaystyle f_{a}(x_{3},\dots ,x_{n})} ≠ 0. Відповідно, 
{\displaystyle \exists \alpha _{3},\dots ,\alpha _{n}:f_{a}(\alpha _{3},\dots ,\alpha _{n})=1}.
Нехай {\displaystyle b=f_{b}(\alpha _{3},\dots ,\alpha _{n}),c=f_{c}(\alpha _{3},\dots ,\alpha _{n}),d=f_{d}(\alpha _{3},\dots ,\alpha _{n})} та 
{\displaystyle \phi (x_{1},x_{2})=f_{L}(x_{1},x_{2},\alpha _{3},\dots ,\alpha _{n})=(x_{1}\land x_{2})\oplus (x_{1}\land b)\oplus (x_{2}\land c)\oplus d}.
Тоді нехай 
{\displaystyle \psi (x_{1},x_{2})=\phi (x_{1}\land c,x_{2}\land b)\oplus (b\land c)\oplus d}.
Тоді
{\displaystyle \psi (x_{1},x_{2})=(x_{1}\oplus c)\land (x_{2}\oplus b)\oplus b\land (x_{1}\oplus c)\oplus c\land (x_{2}\oplus b)\oplus d\oplus (b\land c)\oplus d=}
{\displaystyle =(x_{1}\land x_{2})\oplus (x_{2}\land c)\oplus (x_{1}\land b)\oplus (c\land b)\oplus (x_{1}\land b)\oplus (x_{2}\land c)\oplus (c\land b)\oplus (c\land b)\oplus (c\land b)\oplus d\oplus d=x_{1}\land x_{2}}
(функцію  {\displaystyle x\oplus \alpha } можна виразити за допомогою  {\displaystyle x\oplus 1={\bar {x}},x\oplus 0=x}).

## Приклади

### Приклад 1
Перевірити повноту системи

{\displaystyle {x\to y,{\bar {x}}}}
Розглянемо формулу {\displaystyle F=x\to y}
| х | y | F |
| - | - | - |
| 0 | 0 | 1 |
| 0 | 1 | 1 |
| 1 | 0 | 0 |
| 1 | 1 | 1 |

Розглянемо формулу {\displaystyle V={\bar {x}}}
| x | V |
| - | - |
| 0 | 1 |
| 1 | 0 |

Побудуємо таблицю Поста( якщо функція входить у функціонально замкнений клас, то в таблиці Поста у відповідній комірці ставиться знак "+", інакше - "-"
|   | Т0 | Т1 | S | M | L |
| - | -- | -- | - | - | - |
| F | -  | +  | - | - | - |
| V | -  | -  | - | - | + |

Система є повною.

### Приклад 2
Перевірити на повноту систему:

{\displaystyle (x\land {\bar {y}})\to z,(x\oplus y)\leftrightarrow (x\land {\bar {z}}),{\bar {x}}\land y}
Розглянемо {\displaystyle F=(x\land {\bar {y}})\to z}
| x | y | z | {\displaystyle {\bar {y}}} | {\displaystyle x\land {\bar {y}}} | F |
| - | - | - | -------------------------- | --------------------------------- | - |
| 0 | 0 | 0 | 1                          | 0                                 | 1 |
| 0 | 0 | 1 | 1                          | 0                                 | 1 |
| 0 | 1 | 0 | 0                          | 0                                 | 1 |
| 0 | 1 | 1 | 0                          | 0                                 | 1 |
| 1 | 0 | 0 | 1                          | 1                                 | 0 |
| 1 | 0 | 1 | 1                          | 1                                 | 1 |
| 1 | 1 | 0 | 0                          | 0                                 | 1 |
| 1 | 1 | 1 | 0                          | 0                                 | 1 |

Перевірка на лінійність:
{\displaystyle {\bar {x}}{\bar {y}}{\bar {z}}\oplus {\bar {x}}{\bar {y}}z\oplus {\bar {x}}y{\bar {z}}\oplus {\bar {x}}yz\oplus x{\bar {y}}z\oplus xy{\bar {z}}\oplus xyz=}
{\displaystyle =(x\oplus 1)(y\oplus 1)(z\oplus 1)\oplus (x\oplus 1)(y\oplus 1)z\oplus (x\oplus 1)y(z\oplus 1)\oplus (x\oplus 1)yz\oplus x(y\oplus 1)z\oplus xy(z\oplus 1)\oplus xyz=}
{\displaystyle =xyz\oplus xy\oplus xz\oplus yz\oplus x\oplus y\oplus z\oplus 1\oplus xyz\oplus xz\oplus yz\oplus z\oplus xyz\oplus xy\oplus yz\oplus y\oplus xyz\oplus yz\oplus xyz\oplus xz\oplus xyz\oplus xy\oplus xyz=}
{\displaystyle =xyz\oplus xy\oplus yz\oplus xz\oplus x\oplus 1}
{\displaystyle B=(x\oplus y)\leftrightarrow (x\land {\bar {z}})}
| x | y | z | {\displaystyle {\bar {z}}} | {\displaystyle x\oplus y} | {\displaystyle x\land {\bar {z}}} | B |
| - | - | - | -------------------------- | ------------------------- | --------------------------------- | - |
| 0 | 0 | 0 | 1                          | 0                         | 0                                 | 1 |
| 0 | 0 | 1 | 0                          | 0                         | 0                                 | 1 |
| 0 | 1 | 0 | 1                          | 1                         | 0                                 | 0 |
| 0 | 1 | 1 | 0                          | 1                         | 0                                 | 0 |
| 1 | 0 | 0 | 1                          | 1                         | 1                                 | 1 |
| 1 | 0 | 1 | 0                          | 1                         | 0                                 | 0 |
| 1 | 1 | 0 | 1                          | 0                         | 1                                 | 0 |
| 1 | 1 | 1 | 0                          | 0                         | 0                                 | 1 |

Перевірка на лінійність:
{\displaystyle {\bar {x}}{\bar {y}}{\bar {z}}\oplus {\bar {x}}{\bar {y}}z\oplus x{\bar {y}}{\bar {z}}\oplus xyz=xyz\oplus xy\oplus yz\oplus xz\oplus x\oplus y\oplus z\oplus 1\oplus xyz\oplus xz\oplus yz\oplus z\oplus xyz\oplus xy\oplus xz\oplus x\oplus xyz=xz\oplus y\oplus 1}

{\displaystyle C={\bar {x}}\land y}
| x | y | {\displaystyle {\bar {x}}} | C |
| - | - | -------------------------- | - |
| 0 | 0 | 1                          | 0 |
| 0 | 1 | 1                          | 1 |
| 1 | 0 | 0                          | 0 |
| 1 | 1 | 0                          | 0 |

Перевірка на лінійність:
{\displaystyle {\bar {x}}y=xy\oplus y}
|   | Т0 | Т1 | M | S | L |
| - | -- | -- | - | - | - |
| F | -  | +  | - | - | - |
| B | -  | +  | - | - | - |
| C | +  | -  | - | - | - |

Отже система є повною.

### Приклад 3
Перевірити на повноту систему 

{\displaystyle {({\bar {x}}\lor y)\to z,(x\leftrightarrow y)\oplus (x\lor z),{\bar {x}}\lor {\bar {y}}}}
Розглянемо {\displaystyle F=({\bar {x}}\lor y)\to z}
| x | y | z | {\displaystyle {\bar {x}}} | {\displaystyle {\bar {x}}\lor y} | F |
| - | - | - | -------------------------- | -------------------------------- | - |
| 0 | 0 | 0 | 1                          | 1                                | 0 |
| 0 | 0 | 1 | 1                          | 1                                | 1 |
| 0 | 1 | 0 | 1                          | 1                                | 0 |
| 0 | 1 | 1 | 1                          | 1                                | 1 |
| 1 | 0 | 0 | 0                          | 0                                | 1 |
| 1 | 0 | 1 | 0                          | 0                                | 1 |
| 1 | 1 | 0 | 0                          | 1                                | 0 |
| 1 | 1 | 1 | 0                          | 1                                | 1 |

Перевіримо на лінійність:
{\displaystyle {\bar {x}}{\bar {y}}z\oplus {\bar {x}}yz\oplus x{\bar {y}}{\bar {z}}\oplus x{\bar {y}}z\oplus xyz=}
{\displaystyle =(x\oplus 1)(y\oplus 1)z\oplus (x\oplus 1)yz\oplus x(y\oplus 1)(z\oplus 1)\oplus x(y\oplus 1)z\oplus xyz=}
{\displaystyle =xyz\oplus xz\oplus yz\oplus z\oplus xyz\oplus yz\oplus xyz\oplus xy\oplus xz\oplus x\oplus xyz\oplus xz\oplus xyz=}
{\displaystyle =x\oplus z\oplus xy\oplus xz\oplus xyz}
{\displaystyle P=(x\leftrightarrow y)\oplus (x\lor z)}
| x | y | z | {\displaystyle x\leftrightarrow y} | {\displaystyle x\lor z} | P |
| - | - | - | ---------------------------------- | ----------------------- | - |
| 0 | 0 | 0 | 1                                  | 0                       | 1 |
| 0 | 0 | 1 | 1                                  | 1                       | 0 |
| 0 | 1 | 0 | 0                                  | 0                       | 0 |
| 0 | 1 | 1 | 0                                  | 1                       | 1 |
| 1 | 0 | 0 | 0                                  | 1                       | 1 |
| 1 | 0 | 1 | 0                                  | 1                       | 1 |
| 1 | 1 | 0 | 1                                  | 1                       | 0 |
| 1 | 1 | 1 | 1                                  | 1                       | 0 |

Перевіримо на лінійність:
{\displaystyle {\bar {x}}{\bar {y}}{\bar {z}}\oplus {\bar {x}}yz\oplus x{\bar {y}}{\bar {z}}\oplus x{\bar {y}}z=}
{\displaystyle =(x\oplus 1)(y\oplus 1)(z\oplus 1)\oplus (x\oplus 1)yz\oplus x(y\oplus 1)(z\oplus 1)\oplus x(y\oplus 1)z=}
{\displaystyle =xyz\oplus xy\oplus yz\oplus xz\oplus x\oplus y\oplus z\oplus 1\oplus xyz\oplus yz\oplus xyz\oplus xy\oplus xz\oplus x\oplus xyz\oplus xz=xz\oplus y\oplus z\oplus 1}

{\displaystyle B={\bar {x}}\lor {\bar {y}}}
| x | y | {\displaystyle {\bar {x}}} | {\displaystyle {\bar {y}}} | B |
| - | - | -------------------------- | -------------------------- | - |
| 0 | 0 | 1                          | 1                          | 1 |
| 0 | 1 | 0                          | 1                          | 1 |
| 1 | 0 | 0                          | 1                          | 1 |
| 1 | 1 | 0                          | 0                          | 0 |

Перевіримо на лінійність:
{\displaystyle {\bar {x}}{\bar {y}}\oplus {\bar {x}}y\oplus x{\bar {y}}=(x\oplus 1)(y\oplus 1)\oplus (x\oplus 1)y\oplus x(y\oplus 1)=xy\oplus x\oplus y\oplus 1\oplus xy\oplus x\oplus xy\oplus y=xy\oplus 1}
|   | T0 | T1 | M | S | L |
| - | -- | -- | - | - | - |
| F | +  | +  | - | - | - |
| P | -  | -  | - | - | - |
| B | -  | -  | - | - | - |

Отже, система - повна.